# Maugerville
Maugerville es una parroquia canadiense situada en la provincia de Nuevo Brunswick.

## Superficie
Maugerville tiene una superficie de 919,94 km².

## Demografía
En 2021, tenía 1772 habitantes, una densidad poblacional de 1,9 hab./km², y 726 viviendas.